# Irene (Dakota del Sud)
Irene è un comune (city) degli Stati Uniti d'America situato tra le contee di Clay, Turner e Yankton nello Stato del Dakota del Sud. La popolazione era di 420 abitanti al censimento del 2010. La porzione di Irene che si trova nella contea di Turner fa parte dell'area metropolitana di Sioux Falls, la porzione situata nella contea di Yankton fa parte dell'area micropolitana di Yankton e la parte situata nella contea di Clay fa parte dell'area micropolitana di Vermillion e dell'area statistica combinata di Sioux City-Vermillion. Irene è anche la sede dell'Irene Rodeo, che si tiene ogni estate.
Irene fu progettata nel 1893 e prende il nome da Irene Fry, la figlia di un primo colono.

## Geografia fisica
Irene è situata a 43°05′01″N 97°09′24″W (43.083655, -97.156594).
Secondo lo United States Census Bureau, la città ha una superficie totale di 0,66 km², dei quali 0,66 km² di territorio e 0 km² di acque interne (0% del totale).

## Società

### Evoluzione demografica
Secondo il censimento del 2010, la popolazione era di 420 abitanti.

### Etnie e minoranze straniere
Secondo il censimento del 2010, la composizione etnica della città era formata dal 98,57% di bianchi, lo 0% di afroamericani, lo 0,71% di nativi americani, lo 0,24% di asiatici, lo 0% di oceanici, lo 0,24% di altre razze, e lo 0,24% di due o più etnie. Ispanici o latinos di qualunque razza erano lo 0,48% della popolazione.